# Найвища точка Парижа
48°53′12″ пн. ш. 2°20′31″ сх. д. / 48.88677778° пн. ш. 2.34194444° сх. д.
Монмартр і Бельвіль змагаються за право називатися найвищою точкою Парижа.

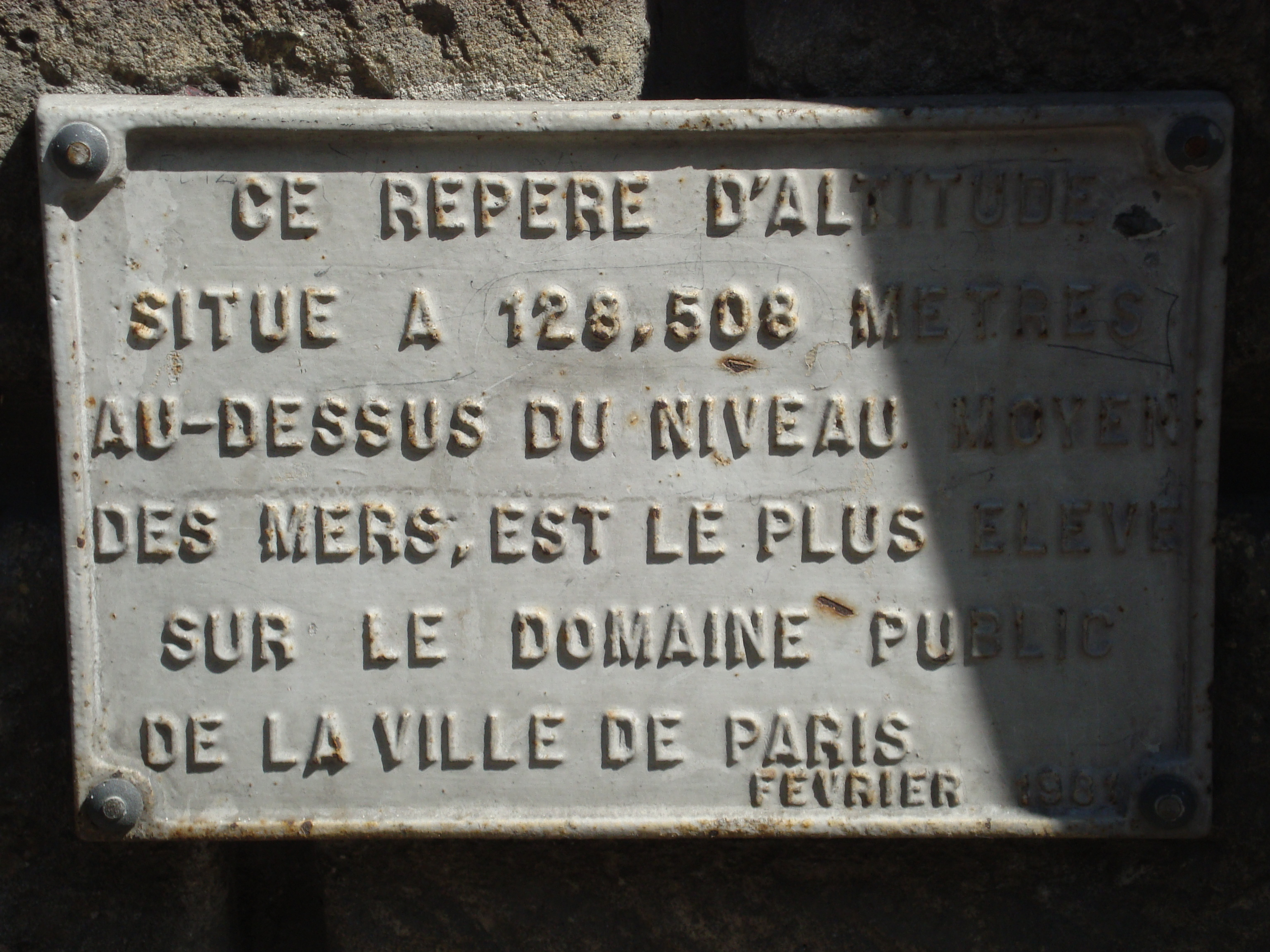
Плита на вулиці Рю де Телеграф.

Згідно з Планом місцевості міста Парижа, сторінка 5 підрозділу «Природне та міське середовище» розділу «Початковий стан навколишнього середовища»:
- найвищі точки на комунальних дорогах загального користування, виражені в ортометричній системі, розташовані ліворуч від входу до церкви Сен-П'єр-де-Монмартр, на висоті 128,21 м і на вулиці Рю де Телеграф, перед цвинтарем Бельвіль, на висоті 128,16 м;
- найвищі точки природного ґрунту розташовані посеред цвинтаря, що примикає до церкви Сен-П'єр-де-Монмартр, на висоті 130,53 м, і на цвинтарі Бельвіль на висоті 128,64 м[1] .

Поряд із найвищою точкою безпосередньо земної поверхні, найвищою точкою-пам'ятником є Ейфелева вежа заввишки 324 м.

## Пагорби Парижа
В межах Паризької окружної дороги з гіпсових порід утворюються невеликі пагорби по обидва береги від Сени.
На правому березі це:
- Монмартр (131 м);
- Бельвіль(128,5 м);
- Менільмонтон (108 м);
- Бютт-Шомон (103 м);
- Бютт-Бержер (100 м);
- Пассі (71 м);
- Шарон (69 м);
- і Шайо (67 м).

На лівому березі це:
- Монсурі (78 м);
- Монпарнас (66 м);
- Бютт-о-Кай (63 м);
- Гора Святої Женев'єви (61 м).